# Hrabiowie Mértola
Hrabia Mértola (pt. Conde de Mértola), tytuł szlachecki nadany przez króla Alfonsa VI księciu Schombergowi w zamian za jego służbę w armii portugalskiej.
- 1663–1690 : Frédéric-Armand de Schomberg
- 1690–1719 : Meinhardt Schomberg
- 1719–1751 : Frederica Mildmay
- 1751–1778 : Robert Darcy, 4. hrabia Holderness
- 1778–1784 : Amelia Osborne
- 1784–1838 : George Osborne, 6. książę Leeds
- 1838–1859 : Francis Darcy-Osborne, 7. książę Leeds
- 1859–1888 : Sackville Lane-Fox, 15. baron Darcy de Knayth
- 1888–1926 : Marcia Pelham
- 1926–1948 : Sackville Pelham, 5. hrabia Yarborough
- 1948 - : Diana Miller